# Пес Бобі
Пес Бобі (англ. dog Bobi) з Португалії потрапив до Книги рекордів Гіннеса як найстаріший пес — помер у 31 рік.
Бобі — чистокровний Rafeiro do Alentejo, португальська порода собак-охоронців худоби, народився 11 травня 1992 року. Пес Бобі ніколи не був на ланцюгу та повідцю. Загалом середня тривалість життя у таких собак 12-14 років.